# Westville (Oklahoma)
Westville és una població dels Estats Units a l'estat d'Oklahoma. Segons el cens del 2000 tenia 1.596 habitants.

## Demografia
Segons el cens del 2000, Westville tenia 1.596 habitants, 599 habitatges, i 401 famílies. La densitat de població era de 509,3 habitants per km².
Dels 599 habitatges en un 36,1% hi vivien nens de menys de 18 anys, en un 45,9% hi vivien parelles casades, en un 17,5% dones solteres, i en un 32,9% no eren unitats familiars. En el 28,7% dels habitatges hi vivien persones soles el 12% de les quals corresponia a persones de 65 anys o més que vivien soles. El nombre mitjà de persones vivint en cada habitatge era de 2,57 i el nombre mitjà de persones que vivien en cada família era de 3,16.
Per edats la població es repartia de la següent manera: un 29,9% tenia menys de 18 anys, un 8,3% entre 18 i 24, un 25,8% entre 25 i 44, un 20,3% de 45 a 60 i un 15,7% 65 anys o més.
L'edat mediana era de 34 anys. Per cada 100 dones de 18 o més anys hi havia 82,4 homes.
La renda mediana per habitatge era de 22.381 $ i la renda mediana per família de 28.882 $. Els homes tenien una renda mediana de 25.729 $ mentre que les dones 20.438 $. La renda per capita de la població era d'11.055 $. Entorn del 16,1% de les famílies i el 22,3% de la població estaven per davall del llindar de pobresa.

## Poblacions més properes
El següent diagrama mostra les poblacions més properes.